# Touch of Grey
 "Touch of Grey" é um single de 1987 da Grateful Dead e é do álbum In the Dark. A música é conhecida por seu refrão "I will get by/I will survive" ("eu vou superar/eu vou sobreviver"). Combina letras quase-distópicas com um ritmo pop. A música foi composta por Jerry Garcia e a letra foi escrita por Robert Hunter. Também foi lançado como um videoclipe, o primeiro da Grateful Dead.
Apresentado pela primeira vez como um bis em 15 de setembro de 1982 no Capital Centre em Landover, Maryland, foi finalmente lançado no In the Dark em 1987. A música entrou no top 10 da Billboard Hot 100, chegando ao número 9, e alcançou o número 1 na parada Mainstream Rock Tracks, a única música da banda a fazê-lo nas duas paradas. Foi lançado como single com "My Brother Esau" e mais tarde "Throwing Stones", e já apareceu em vários álbuns e coleções.

## Videoclipe
O videoclipe de "Touch of Gray" ganhou grande repercussão na MTV e contou com uma performance ao vivo da banda, primeiro demonstrada como marionetes de esqueleto em tamanho natural vestidas como a banda e depois como elas próprias. O esqueleto do baixista Phil Lesh pega uma rosa nos dentes, jogada por uma participante; depois, um cachorro rouba a perna do percussionista Mickey Hart, e um ajudante de palco se apressa para recuperá-lo e recolocá-lo. Perto do final do vídeo, a câmera se aproxima das vigas para revelar que os membros da banda são marionetes sendo operadas por um par de mãos esqueléticas.
O vídeo foi dirigido por Gary Gutierrez, que já havia criado as sequências de animação para The Grateful Dead Movie. Foi filmado no Laguna Seca Raceway após um dos shows da banda em maio de 1987.
A popularidade do single e seu vídeo ajudaram a apresentar a Grateful Dead a um novo grupo de fãs, resultando na banda ganhando atenção adicional.

## Documentário
A Grateful Dead também lançou um documentário de 30 minutos chamado Dead Ringers: The Making of Touch of Grey, sobre a produção do videoclipe. O documentário foi dirigido por Justin Kreutzmann, filho do baterista Bill Kreutzmann.

## Legado
A música "Harmony Hall", de Vampire Weekend, foi comparada com Touch of Grey.

### Versões cover
- "Touch of Grey" é cantada por Mighty Diamonds em Fire on the Mountain: Reggae Celebrates the Grateful Dead, um álbum de 1996 de vários artistas.
- The War On Drugs gravou a música na compilação Day of the Dead.

## Desempenho da música
"Touch of Gray" alcançou o número nove na Billboard Hot 100 e alcançou o número um na parada Mainstream Rock Tracks. "Touch of Grey" é a única gravação da banda a alcançar o Top 40 no Hot 100.